# Âm nhạc của Vũ trụ Điện ảnh Marvel
Âm nhạc của Vũ trụ Điện ảnh Marvel (MCU) bao gồm các bản nhạc phim của thương hiệu truyền thông Mỹ và vũ trụ chia sẻ, tập trung vào một loạt phim siêu anh hùng do Marvel Studios sản xuất. Các bộ phim dựa trên các nhân vật xuất hiện trong truyện tranh Mỹ do Marvel Comics xuất bản. Các bản nhạc phim bao gồm các bản nhạc gốc do nhiều nhà soạn nhạc khác nhau sáng tác cho các bộ phim và loạt phim truyền hình của nhượng quyền thương mại, cũng như các bài hát được nghe trong mỗi bộ phim.
Ramin Djawadi đã cung cấp bản nhạc MCU đầu tiên với bản nhạc gốc của anh ấy cho Người Sắt vào năm 2008. Alan Silvestri là nhà soạn nhạc đầu tiên làm việc trên nhiều phim MCU, trong khi Brian Tyler là nhà soạn nhạc đầu tiên tham khảo tác phẩm của một nhà soạn nhạc MCU khác khi anh ấy trích dẫn của Silvestri "Captain America March" trong phần ghi điểm của anh ấy cho Thor: Thế giới Bóng tối (2013). Michael Giacchino đã ghi được năm bộ phim MCU, nhiều nhất cho bất kỳ nhà soạn nhạc nào trong nhượng quyền thương mại và đã sáng tác bài hát cổ động được sử dụng cho biểu trưng sản xuất của Marvel Studios kể từ năm 2016. Nhạc gốc cũng đã được sáng tác cho loạt phim ngắn Marvel One-Shots và các dự án MCU liên quan khác, và các bài hát gốc đã được tạo riêng để sử dụng trong nhượng quyền thương mại.
Điểm cho mỗi bộ phim và phim truyền hình MCU đã nhận được bản phát hành album, và một số album tổng hợp gồm các bài hát hiện có được sử dụng trong các bộ phim cũng đã được phát hành. Phản ứng của giới phê bình đối với âm nhạc của MCU đã bị trộn lẫn, tập trung vào việc thiếu các chủ đề đáng nhớ so với các thương hiệu truyền thông lớn khác và thiếu tính liên tục giữa các tác phẩm. Một số nhà phê bình đã thể hiện sự đánh giá cao hơn đối với tác phẩm của các nhà soạn nhạc truyền thống hơn như Silvestri, và nỗ lực của Tyler để thiết lập một giai điệu nhất quán và tính liên tục theo chủ đề cho nhượng quyền thương mại.